# 小行星9497
小行星9497（9497 Dwingeloo）是一颗绕太阳运转的小行星，为主小行星带小行星。该小行星于1973年9月29日发现。

## 轨道参数
小行星9497的轨道半长轴为2.9511781 UA，离心率为0.097。